# Denarau
Denarau es una pequeña isla privada situada al noreste de Fiyi en la isla principal de Viti Levu. La isla de 2.55 km² está localizada a 5 km al noroeste de la ciudad de Nadi y a 10 km al oeste del Aeropuerto Internacional de Nadi.
Denarau es conocida por sus hoteles y resorts. Estos incluyen cadenas hosteleras internacionales como Hilton, Sheraton, Radisson, Westin, Sofitel y Worldmark.
La marina de Denarau se localiza en la isla y provee servicios de transporte a las islas Mamanucas y Yasawas.
El Puerto de Denarau, que contiene la marina de Denarau, es un precinto comercial con gran variedad de restaurantes, supermercados, panaderías, peluquerías y agencias de viajes.